# Фройнд, Зеверин
Зе́верин Фро́йнд (нем. Severin Freund; род. 11 мая 1988, Фрайунг, Бавария) — немецкий прыгун с трамплина, олимпийский чемпион 2014 года в командных соревнованиях, трёхкратный чемпион мира. Обладатель Кубка мира сезона 2014/15.

## Спортивная биография
Уже в 5 лет Зеверин Фройнд начал заниматься лыжным двоеборьем. Спустя два года Зеверин перешёл в секцию прыжков с трамплина. На юниорском уровне главным успехом в карьере Фройнда стала золотая медаль в командном первенстве на молодёжном чемпионате мира 2008 года. В Кубке мира Зеверин Фройнд дебютировал в 19 лет 22 декабря 2007 года на этапе в швейцарском Энгельберге. Спустя три года на этапе Кубка мира в том же Энгельберге Зеверин впервые попал в десятку лучших, заняв 8-е место. 15 января 2011 года в Саппоро немецкий прыгун одержал свою первую победу в мировом кубке. По итогам сезона 2010/11 Фройнд занял высокое 7-е место в общем зачёте. На чемпионате мира по лыжным видам спорта 2011 года Зеверин в составе сборной Германии стал бронзовым призёром. Сезон 2012/13 начался для немецкого прыгуна очень успешно. После 5 первых этапов Фройнд захватил лидерство в общем зачёте, выиграв при этом два старта в Лиллехаммере и Куусамо, однако вскоре его обошёл Грегор Шлиренцауэр, а к середине сезона Фройнд и вовсе опустился на 4-е место. В конце сезона после этапа в финском Куопио Фройнд опередил Андерса Якобсена и поднялся на 3-е место, но уже на следующем этапе в Тронхейме его превзошёл поляк Камил Стох. По итогам сезона 2014/15 Фройнд занял 1-е место, выиграв у словенского прыгуна Петера Превца по количеству побед на этапах при одинаковом количестве набраных очков, что является лучшим результатом в карьере немецкого прыгуна.

## Кубок мира
- 2007/2008 — 68-е место (12 очков)
- 2008/2009 — 48-е место (36 очков)
- 2009/2010 — 42-е место (75 очков)
- 2010/2011 — 7-е место (769 очков)
- 2011/2012 — 8-е место (857 очков)
- 2012/2013 — 4-е место (923 очка)
- 2013/2014 — 3-е место (1303 очка)
- 2014/2015 — 1-е место (1729 очков)

| 2013/14 Итоги | 2013/14 Итоги | Германия | Германия | Финляндия | Финляндия | Норвегия | Норвегия | Норвегия | Германия | Германия | Швейцария | Швейцария | Германия | Германия | Австрия | Австрия | Австрия | Австрия | Польша | Польша | Польша | Япония | Япония | Германия | Германия | Швеция | Финляндия | Финляндия | Финляндия | Норвегия | Норвегия | Словения | Словения | Словения |
| Очков         | Место         | Ком      | Инд      | Инд       | Инд       | См       | Инд      | Инд      | Инд      | Инд      | Инд       | Инд       | Т4Т      | Т4Т      | Т4Т     | Т4Т     | Пол     | Пол     | Инд    | Ком    | Инд    | Инд    | Инд    | Инд      | Инд      | Инд    | Инд       | Инд       | Инд       | Инд      | Инд      | Инд      | Ком      | Инд      |
| 335           | 9             | 2        | 28       | 6         | ×         | —        | 7        | 1        | 5        | 8        | 48        | 20        | 10       | 32       | 15      | 10      | —       | —       | —      | —      | —      | —      | —      | —        | —        | —      | —         | —         | —         | —        | —        | —        | —        | —        |

| 2012/13 Итоги | 2012/13 Итоги | Норвегия | Норвегия | Норвегия | Финляндия | Финляндия | Россия | Россия | Швейцария | Швейцария | Германия | Германия | Австрия | Австрия | Польша | Польша | Польша | Япония | Япония | Норвегия | Норвегия | Чехия | Чехия | Германия | Германия | Германия | Германия | Германия | Финляндия | Финляндия | Финляндия | Норвегия | Норвегия | Словения | Словения | Словения |
| Очков         | Место         | См       | Инд      | Инд      | Ком       | Инд       | Инд    | Инд    | Инд       | Инд       | Т4Т      | Т4Т      | Т4Т     | Т4Т     | Инд    | Ком    | Инд    | Инд    | Инд    | Пол      | Пол      | Пол   | Пол   | Ком      | Пол      | Инд      | Пол      | Ком Пол  | Ком       | Инд       | Инд       | Инд      | Инд      | Пол      | Ком Пол  | Пол      |
| 923           | 4             | 4        | 1        | 16       | 1         | 1         | 2      | 5      | 4         | 6         | 3        | 15       | 4       | 33      | —      | 4      | 22     | 7      | 31     | 10       | 9        | —     | —     | 3        | ×        | 17       | 9        | 4        | 1         | 3         | 3         | 10       | 13       | 9        | 6        | 9        |